# Pyrausta laticlavia
Pyrausta laticlavia là một loài bướm đêm thuộc họ Crambidae. Nó được tìm thấy ở New Jersey phía nam đến Florida, phía tây đến Texas, Oklahoma và California. 
Sải cánh dài khoảng 17 mm. Con trưởng thành bay từ tháng 6 đến tháng 8 tùy theo địa điểm.
Ấu trùng ăn Rosmarinus officinalis.